# 스피털필즈

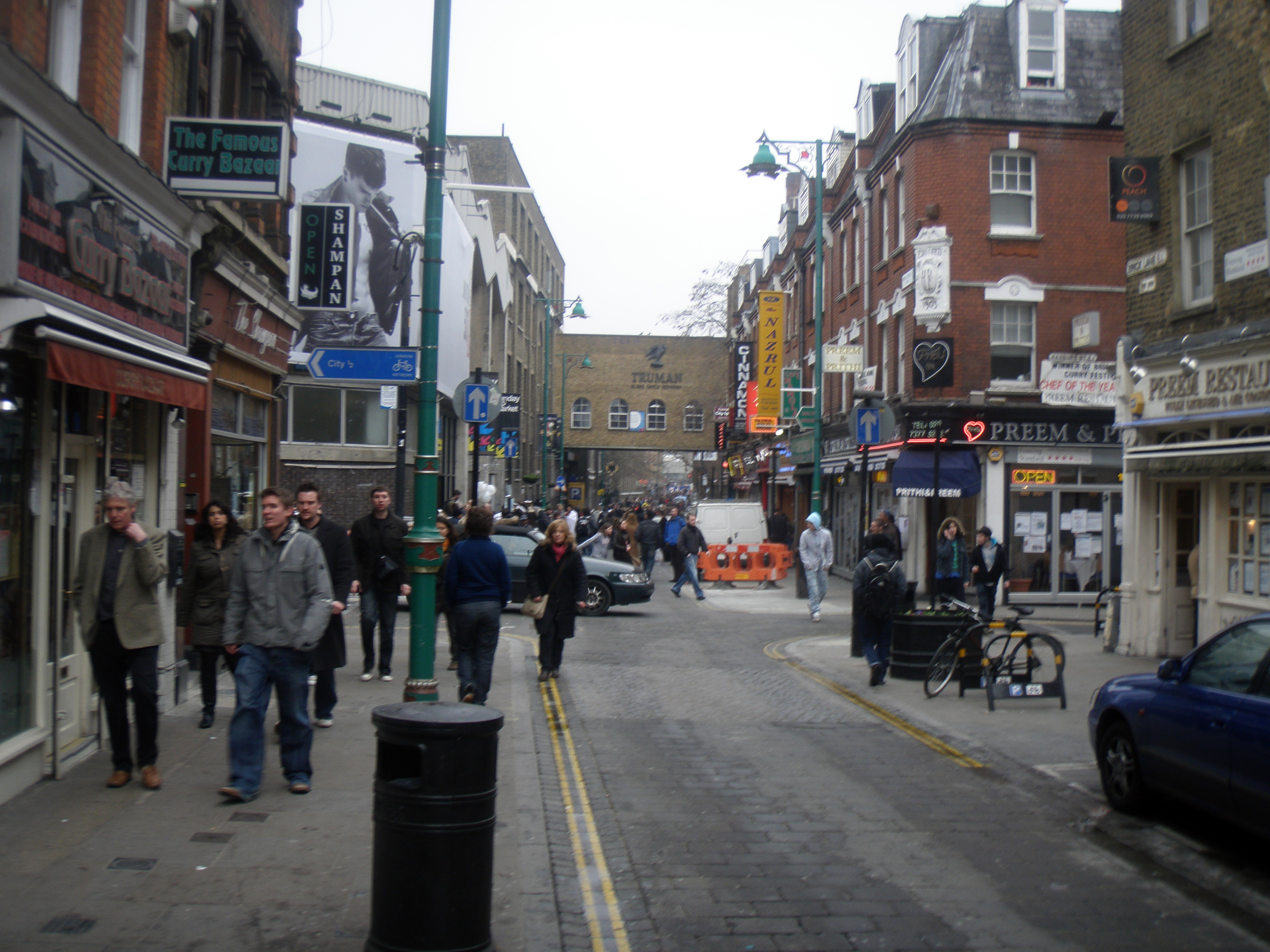

스피털필즈(영어:Spitalfields)는 타워햄리츠구와 이스트엔드오브런던에 있는 지역이다. 스피털필즈는 1889년부터 런던주의 일부였고 1900년부터는 스테프니 광역 자치구의 일부가 되었다.